# Bitstate hashing
Bitstate hashing је hashing метода, коју је измислио Морис 1968. Користи се за state hashing(хеширање стања), где је свако стање приказано/представљено бројем и то одговара неким hash функцијама.
Резултат функције се затим узима као индекс за низ битова(a bit-field), где један претражује 1, ако је већ раније посећен или, у супротном, чува 1.
Уобичајено се користи као да-не техника без потребе чувања свих стања битова. А чак и после повратних вредности свих функција(индекси) указују на поља са садржајем једнаким 1, стање може бити проглашено као посећено, са много већом вероватноћом.

## Коришћење
- Користи се као SPIN модел, где проверавања да ли је стање већ посећено по ДФС(nested-depth-first search) алгоритму претраге или није. Спомиње се уштеда меморије од 98%, у случају коришћења једне хеш функције( 175мб до 3мб) и 92% где се користе две хеш функције (13мб). Покривеност стања је пала на 97% у првом случају.[2]